# Samuel Gustav Wilcke
Samuel Gustav Wilcke (* 1736 in Wismar; † 19. August 1790 in Altenkirchen (Rügen)) war ein schwedisch-pommerscher Botaniker, Entomologe und Theologe.

## Leben
Wilcke wurde 1736 zu Wismar als Sohn des Pastors Samuel Wilcke (1704–1773) und dessen Frau  Anna Scheele (* 1700) geboren. Sein Bruder war der Physiker Johan Carl Wilcke (1732–1796). Gemeinsam mit seiner Familie ging er 1739 nach Stockholm. Er studierte ab 1752 in Uppsala Theologie und – bei Carl von Linné –  Naturalhistorie. Im Jahre 1756 immatrikulierte er sich in Rostock und machte hier das theologische Examen. Danach war er einige Zeit Hausprediger des schwedischen Reichsrats Anders Johan von Höpken, promovierte 1760 an der Universität Greifswald, habilitierte sich 1762 und hielt Vorlesungen zur Naturalhistorie.
Wilcke gründete 1763 den Botanischen Garten Greifswald (einen der ältesten in Deutschland). Im Jahre 1765 folgte er einer Berufung zum  Pastor in Altenkirchen auf Rügen, wo er bis zu seinem Tode wirkte.